# Cryptographis jacobsalis
Cryptographis jacobsalis là một loài bướm đêm trong họ Crambidae.